# Ceapliivka, Troițke
Ceapliivka (în ucraineană Чапліївка) este un sat în comuna Prîvillea din raionul Troițke, regiunea Luhansk, Ucraina.

## Demografie
Componența lingvistică a localității Ceapliivka
     Ucraineană (97,44%)
     Rusă (2,56%)
Conform recensământului din 2001, majoritatea populației localității Ceapliivka era vorbitoare de ucraineană (97,44%), existând în minoritate și vorbitori de rusă (2,56%).